# كريستال سبرينجز (نيفادا)
كريستال سبرينج (بالإنجليزية: Crystal Springs, Nevada)‏ هي مدينة أشباح (مدينة مَهجورة) في منطقة وادي بهراناغات في مقاطعة لينكون، نيفادا في الولايات المتحدة. تقع المدينة عند تقاطع طريق ولاية نيفادا 318 [الإنجليزية] وطريق ولاية نيفادا 375 [الإنجليزية]، شمال غرب طريق الولايات المتحدة 93 (نيفادا) [الإنجليزية]. تُعتبر وجهة واضحّة للمارة الذين يرغبون في زيارة مدينتي هيكو وراتشيل.
تتضمن مجموعة كبيرة من المستنقعات والينابيع على طول النهر الأبيض. لهذهِ المنطقة العديد من وسائل الري للعديد من المزارع القريبة، والتي يقع بعضها على بُعد أكثر من 5 أميال من هذهِ الينابيع.
تم وَسم المدينة بعلامة تتضمن «مدينة الأشباح» وهي تَحمل الرقم 205 وفقًا لـ قائمة علامات نيفادا التاريخية [الإنجليزية]. 

## تاريخ
كانت أقدم عمليَّة استيطان في المنطقة مُبلغ عنها من قبل قرية مِن سكان أصليين. 
في عام 1865، أصبحت هذهِ المنطقة أول منطقة في مقاطعة لينكولن تم اكتشاف خام الفضة فيها. أدى ذلك بأن تصبح المنطقة الأولى في مقاطعة لينكولن من عام 1866 إلى عام 1867، (على الرغم من استبدالها لاحقًا بـ هيكو). 

## الينابيع
وفرت الينابيع المياه صالحة الشرب للأشخاص الذين يسافرون في طريق مورمون [الإنجليزية].
تتضمن هذهِ المنطقة ينابيع حرارية لها درجة حرارة ماء تبلغ 81 درجة فهرنهايت. 